# Корчак Наталія Миколаївна

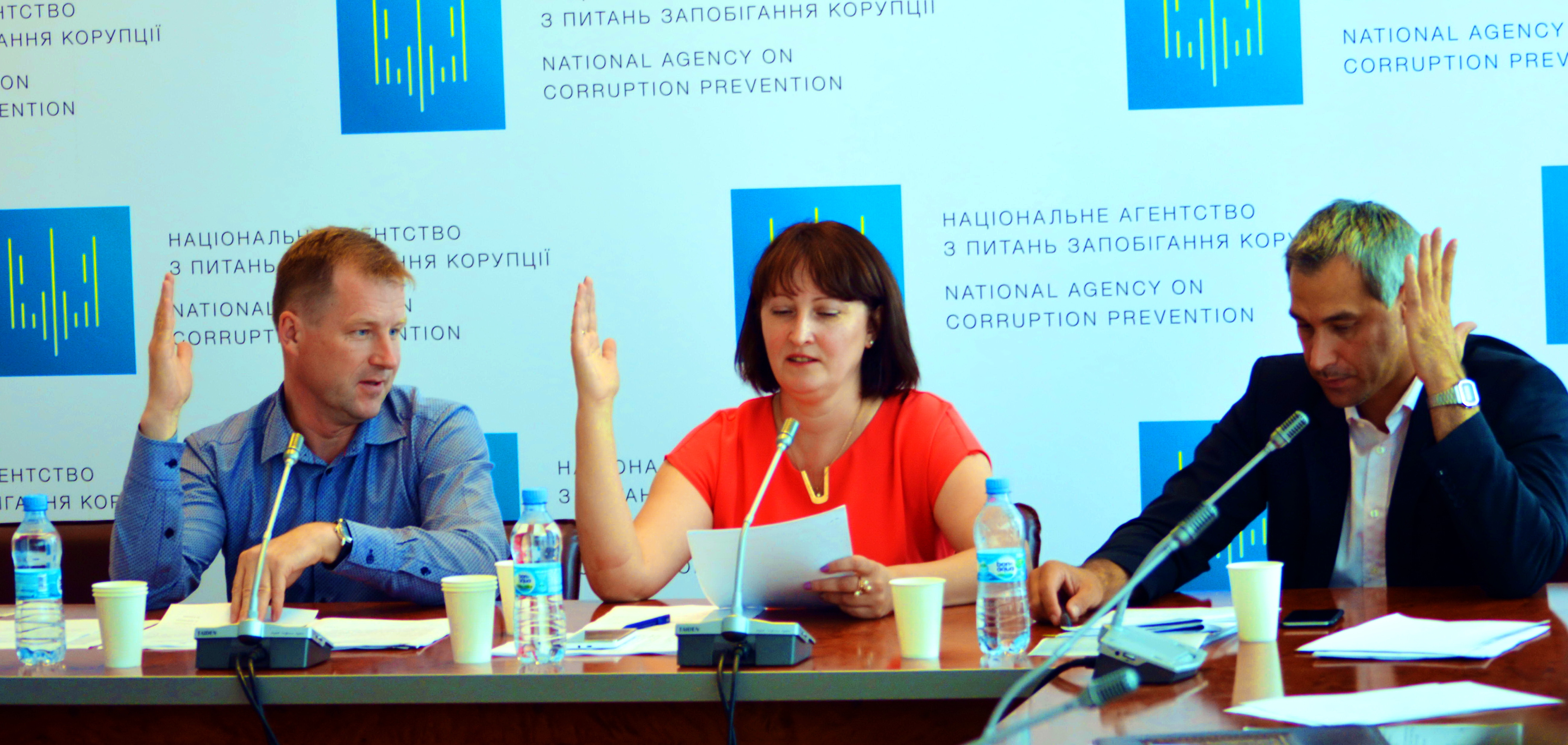
Члени НАЗК в процесі прийняття рішення

Наталія Миколаївна Корчак (нар. 14 жовтня 1968, Козятин) — український юрист, голова Національного агентства України з питань запобігання корупції (28.03.2016 — 28.03.2018). Доктор юридичних наук (2015).

## Життєпис
Народилася 14 жовтня 1968 року в місті Козятині Вінницької області.
У 1992 році закінчила юридичний факультет Київського державного університету імені Тараса Шевченка, отримавши кваліфікацію юриста.

## Науково-педагогічна діяльність
Тоді ж розпочала трудову діяльність на викладацький та науковій роботі на посадах аспіранта, доцента, професора, завідувача кафедрою у різних ВНЗ України.
Після закінчення аспірантури в період з 1995 по 2003 роки працювала асистентом, а згодом доцентом, на кафедрі цивільного права і процесу Чернівецького національного університету ім. Ю. Федьковича.
У 1996 році захистила кандидатську дисертацію на здобуття наукового ступеня кандидата юридичних наук на тему: «Правові питання антимонопольного регулювання підприємницької діяльності в Україні» за спеціальністю 12.00.04 — господарське право; арбітражний процес. Рішенням вченої ради Чернівецького державного університету від 24.06.1999 р.№ 3/21 було присвоєно вчене звання доцента кафедри цивільного права і процесу (ДЦ АЕ № 001678).
З 2004 по 2013 роки працювала в Юридичному інституті Національного авіаційного університету на посадах доцента, завідувача та професора кафедри господарського права та процесу.
У період з 2013 по 2015 роки була доцентом кафедри адміністративного та фінансового права Національної академії прокуратури України, а з 2015 року доцентом кафедри адміністративно-правових дисциплін.
У 2015 році захистила дисертацію на здобуття наукового ступеня доктора юридичних наук на тему: «Державне регулювання відносин конкуренції в України (господарсько-правовий аспект)» за спеціальністю 12.00.04 — господарське право; господарсько-процесуальне право.
28 березня 2016 року на засіданні членів Національного агентства з питань запобігання корупції одноголосно обрана його головою.
28 березня 2018 року завершився 2-х річний термін перебування на посаді Голови НАЗК.

## Нагороди
- Заслужений юрист України (2018)[3]